# Баруун-Урт
Баруун-Урт, до 1989 года по-русски назывался Барун-Урт; монг. Баруун-Урт) — город в Монголии. Административный центр Сухэ-Баторского аймака и одноимённого сомона.

## География

### Расположение и рельеф
Расположен в восточной части Монголии в северо-восточной части Сухэ-Баторского аймака. Расстояние от Баруун-Урта до Улан-Батора — около 500 километров по прямой и 565 километров по автодороге. Баруун-Урт находится в сухостепной холмистой местности на высоте 981 метр над уровнем моря. Высота окрестных возвышенностей не превышает 1160 метров. Вся окрестная местность имеет уклон к югу, где в 12 км от города с запада на восток протянулась покрытая солончаками и высохшими солёными озёрами (Тумэнгийн-Нур, Шорот-Цаган-Нур, Тасархайн-Нур) долина шириной от 0,5 до 4 км и длиной 100 км.
Через западную часть города протекает текущий с севера ручей Баруун Урт, давший название городу («Западный Длинный»), который наполняется водой только в период летних дождей.
Примерно в 100 км к юго-востоку от города начинается вулканическое поле Дариганга (оно частично заходит на территорию Китая) на котором располагаются многие десятки потухших вулканов разных размеров (одна из самых крупных кальдер имеет 2800 м в диаметре45°33′44″ с. ш. 113°31′04″ в. д.), при этом относительная высота ни одного из них не превышает 300 м.
Площадь собственно города составляет 52,83 км², а всего сомона, в который входит город, 542,6 км² (по другим данным площадь города составляет 55,136 км², из которых собственно застроенные земли 52,77 км², земли улично-дорожной сети 1,59 км², земли, покрытые древесной растительностью 0,06 км², акватории и водоохранные зоны 0,03 км², сельскохозяйственные земли 0,626 км²).

### Климат
| Климатограмма Баруун-Урта                                                                                   | Климатограмма Баруун-Урта | Климатограмма Баруун-Урта | Климатограмма Баруун-Урта | Климатограмма Баруун-Урта | Климатограмма Баруун-Урта | Климатограмма Баруун-Урта | Климатограмма Баруун-Урта | Климатограмма Баруун-Урта | Климатограмма Баруун-Урта | Климатограмма Баруун-Урта | Климатограмма Баруун-Урта |
| --- | ------------------------- | ------------------------- | ------------------------- | ------------------------- | ------------------------- | ------------------------- | ------------------------- | ------------------------- | ------------------------- | ------------------------- | ------------------------- |
| Я | Ф                         | М                         | А                         | М                         | И                         | И                         | А                         | С                         | О                         | Н                         | Д                         |
| 1.8 −16,3 −26,2                                                                                             | 1.5 −12,0 −23,2           | 2.6 −1,2 −14,5            | 6.7 10,7 −4,0             | 13.1 19,2 3,9             | 35.3 24,5 11,2            | 61.2 26,2 14,0            | 50.6 24,4 12,0            | 21.2 17,9 4,5             | 5.9 9,2 −4,2              | 2.7 −4,1 −15,5            | 1.8 −13,4 −23,2           |
| Температура в °C • Сумма осадков в мм Источник: Климат Баруун-Урта на www.hko.gov.hk (среднее за 1961-1990) |                           |                           |                           |                           |                           |                           |                           |                           |                           |                           |                           |

Основные особенности климата Баруун-Урта типичны для большей части территории Монголии.
Для Баруун-Урта характерна длительная морозная зима, продолжающаяся с ноября по март. Зимой выпадает очень мало снега (всего 10 мм осадков в период ноябрь-март), мощный снежный покров не образуется, большую часть снега ветрами сдувает с открытых участков местности. В силу этого происходит глубокое промерзание грунта. С другой стороны наличие практически бесснежных открытых территорий степи и полупустыни позволяет круглогодичный выпас скота на подножном корму. Наличие снега, аккумулирующегося у препятствий и в складках местности, делает возможным выпасать скот в зимнее время в удалении от колодцев, родников и других источников водопоя.
Весна короткая, характеризуется отсутствием весеннего паводка и высокой частотой повторяемости песчаных (пылевых) бурь большой силы. Также возможны кратковременные возвраты сильных морозов и бураны.
Лето тёплое, именно в этот сезон выпадает подавляющее большинство осадков. Летние дожди являются следствием прихода муссона. В июне начинается вегетация и формируется растительный покров, степень развития которого определяется количеством осадков в данном сезоне. Вегетация прекращается после завершения сезона дождей — в сентябре.
Осень короткая, сухая.
Климат не позволяет осуществление неполивного (богарного) земледелия. Поливное земледелие в окрестностях города не развито из-за отсутствия источников водоснабжения для ирригации. Ближайший к городу ареал земледелия расположен примерно в 40 км к северу от Баруун-Урта. К югу от города земледелия на территории Монголии нет.
Суровые зимы препятствуют также и садоводству.
| Показатель                                                            | Янв.  | Фев.  | Март  | Апр. | Май  | Июнь | Июль | Авг. | Сен. | Окт. | Нояб. | Дек.  | Год   |
| --------------------------------------------------------------------- | ----- | ----- | ----- | ---- | ---- | ---- | ---- | ---- | ---- | ---- | ----- | ----- | ----- |
| Средний суточный максимум, °C                                         | −16,3 | −12   | −1,2  | 10,7 | 19,2 | 24,5 | 26,2 | 24,4 | 17,9 | 9,2  | −4,1  | −13,4 | 7,9   |
| Средняя температура, °C                                               | −21,5 | −18,1 | −8,2  | 3,0  | 11,4 | 17,6 | 20,0 | 18,0 | 10,8 | 1,7  | −10,3 | −18,8 | 0,5   |
| Средний суточный минимум, °C                                          | −26,2 | −23,2 | −14,5 | −4   | 3,9  | 11,2 | 14,0 | 12,0 | 4,5  | −4,2 | −15,5 | −23,2 | −5,4  |
| Норма осадков, мм                                                     | 1,8   | 1,5   | 2,6   | 6,7  | 13,1 | 35,3 | 61,2 | 50,6 | 21,2 | 5,9  | 2,7   | 1,8   | 204,4 |
| Источник: Климат Баруун-Урта на www.hko.gov.hk (среднее за 1961-1990) |       |       |       |      |      |      |      |      |      |      |       |       |       |

## История
Регион, в котором был основан город, издавна обжит людьми. Имеются многочисленные находки орудий времён каменного века. К более позднему периоду истории относятся каменные изваяния балбал, приписываемые древним тюркам. В районе города находится дорога, выложенная по бокам гранитными валунами и называемая «тропой коня Чингисхана».
Населённый пункт под названием Баруун-Урт был основан в связи с образованием в 1942 г. (по другим данным в 1941 г.) нового Сухэ-Баторского аймака. При выборе расположения будущего города решающую роль сыграли факторы наличия источников воды для населения, наличие в относительной близости от города разведанных запасов угля, выходящих, как это часто бывает в Монголии, прямо на поверхность. Только наличие минерального топлива для печного отопления и приготовления пищи делало возможным в безлесном аймаке создание крупного населённого пункта. Кроме того административный центр аймака располагался вблизи географического центра аймака, что облегчало транспортную доступность жителям аймака. Удачным было и то, что будущий город располагался на границе ареалов расселения двух основных этносов аймака: халха-монголов к северу от Баруун-Урта и дариганга к югу. Это, в частности, определило этнически смешанный состав населения города. Место основания города находилось всего лишь в 15 км северо-восточнее месторасположения большого монастыря, который был уничтожен всего за 4 года до этого. Монастырь, в котором насчитывалось до 1000 монахов, на протяжении долгих лет был значимым центром региона.
В условиях Второй мировой войны также имело значение и удаленность почти на 300 км от государственной границы с созданным японскими оккупантами на части территории Китая марионеточным государством Мэнцзян. Летом 1945 г. во время подготовки к Советско-японской войне южнее и восточнее города располагались советские и монгольские войска, входившие в состав конно-механизированной группы под командованием героя Советского Союза и героя Монголии Плиева, которые составляли крайний правый фланг Забайкальского фронта.
Первые годы своего существования Баруун-Урт оставался посёлком, который выполнял исключительно административные и торговые функции, его население не превышало 2-3 тысяч человек. Рост населения начался в связи с проведением коллектвизации и связанным с этим созданием (с помощью СССР) инфраструктуры общедоступной бесплатной медицины, всеобщего образования. Рост благосостояния сельского населения был обусловлен, в частности, наличием регулярных денежных выплат работающим в коллективных хозяйствах крестьянам-пастухам, что увеличило объём розничной торговли. Для обеспечения населения некоторыми товарами в городе начали создаваться небольшие предприятия местной промышленности. Это не могло не сказаться на росте населения Баруун-Урта. В 1957 г. от, согласно указу Великого народного хурала (парламента) Монголии, получил статус города (хотя в начале 1960-х годов его население составляло всего 3,5 тыс. жит.), но в последующие годы наблюдался устойчивый рост населения. К концу 1980-х годов оно достигло 16 тыс. жителей.
После начала т. н. рыночных преобразований в начале 1990-х годов ряд предприятий пришли в упадок, серьёзные трудности переживала бюджетная сфера, а вместе с ними и сектор торговли и услуг. Произошла депопуляция города за счет миграции в относительно благополучную столицу г. Улан-Батор и некоторые города севера страны (Эрдэнэт и др.), также имел место и характерный для того периода развития Монголии отток из города недавних сельских мигрантов, которые возвращались к своим прежним занятиям. Депопуляция прекратилась с вводом в строй цинкового рудника Тумертийн Овоо, расположенного в 14 км к северу от города. Начала оживать местная промышленность, торговля. Также обновилась технология добычи угля в угольном карьере Талбулаг.

## Транспорт

### Автомобильный транспорт
Баруун-Урт является важным узлом автомобильных дорог. Все дороги, ведущие к городу, грунтовые. Исключение составляет только приходящая со стороны Улан-Батора шоссе А2001, а также небольшое шоссе длиной 14 км, соединяющее город с находящейся в его окрестностях шахтой Тумертийн Овоо.
К городу подходят 4 главные дороги:
- С запада приходит дорога А2001, соединяющая Баруун-Урт с городом Ундерхааном (227 км), а через него с Улан-Батором (338 км асфальтированного шоссе Улан-Батор — Ундерхаан), находящимся в 565 км от Баруун-Урта. Сомон Мунххаан расположен на этой дороге в 103 км от Баруун-Урта. Эта же дорога выходит к т.н. "Большой восточной дороге" - главному асфальтированному шоссе, ведущему из Улан-Батора к главному городу Восточной Монголии Чойбалсану
- С севера приходит грунтовая дорога А22, соединяющая с крупнейшим городом Восточной Монголии Чойбалсаном (193 км).
- С юго-востока приходит грунтовая дорога А2002, соединяющая город с Китаем через расположенный в 278 км пограничный пункт Бичигт-Зуун-Хатавч. На этой дороге расположены сомон Асгат в 44 км и сомон Эрдэнэцагаан в 203 км от Баруун-Урта.
- С юго-запада приходит грунтовая дорога, соединяющая Баруун-Урт с городом Сайншанд (342 км), расположенным на Трансмонгольской железной дороге и шоссе Улан-Удэ — Улан-Батор — Пекин. Сомон Халзан расположен на этой дороге в 66 км от Баруун-Урта.

Местными грунтовыми дорогами город соединён с сомонами Дарьганга (171 км) и Онгон (161 км) к югу о города; с сомонами Баяндэлгэр (161 км) и Уулбаян (128 км) к юго-западу от города; с угольным карьером Талбулаг (34 км) и сомоном Тумэнцогт (140 км) к северо-западу от города.

### Авиасообщение

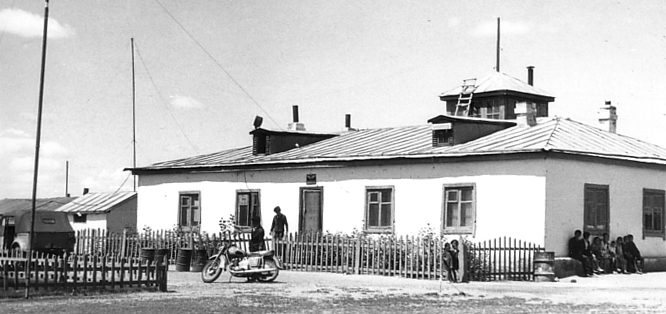
Здание городского аэропорта (фотография 1972 года)

На южных окраинах Баруун-Урта находится аэропорт Баруун-Урт (UUN/ZMBU) с грунтовой взлётно-посадочной полосой длиной 2200 м. Из аэропорта совершаются регулярные рейсы в Улан-Батор (2 рейса в день, время в полёте 1 час 50 минут).

### Перспективы сооружения железной дороги и шоссе
Правительство Монголии наметило перспективный план инвестиций на период 2010—2015 гг., в котором, в частности, предусмотрено строительство железной дороги от г. Чойбалсан (уже соединённого железнодорожной линией с сетью железных дорог России) через Баруун-Урт до г. Сайншанд (расположен на трансмонгольской железной дороге), что позволит транспортную связь Баруун-Урта как с соседними городами Монголии и её столицей, но также с российскими Забайкальским краем и Бурятией. Будет упрощён экспорт цинкового концентрата, так как будущая железная дорога свяжет город и с Китаем.

## Население

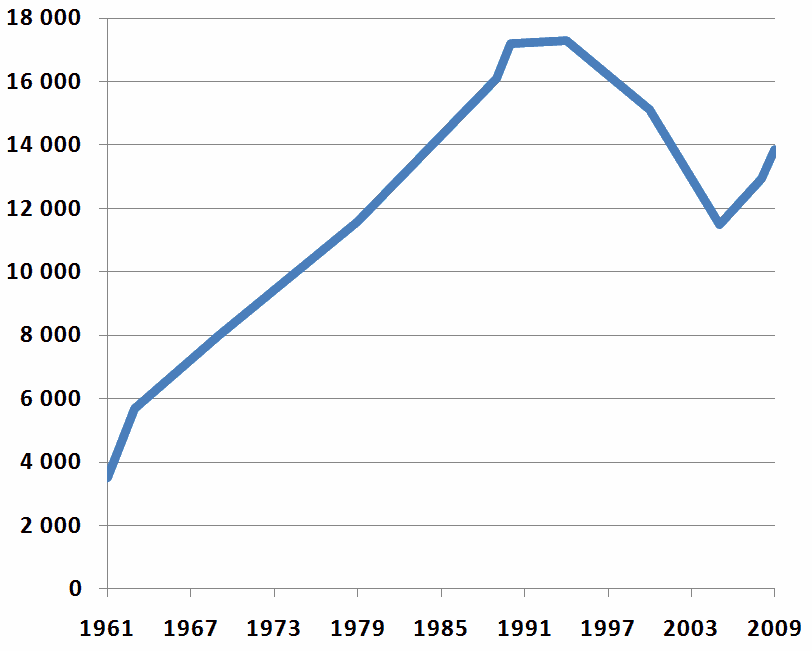
Численность населения города Баруун-Урт

Баруун-Урт получил статус города в 1957 году, до этого с момента основания (в 1942 году) был посёлком, который выполнял административные функции центра вновь образованного Сухэ-Баторского аймака. Рост населения города начался лишь в конце 50-х годов. С 50-х годов XX века по 1994 год население города росло, составив на пике роста 17289 человек; позднее численность жителей Баруун-Урта уменьшалась и, достигнув минимума в 2005 году, снова начала увеличиваться. По данным текущего учёта населения, в 2009 году в городе проживало 13859 чел. (в 2008 году — 12 944 чел.), а в сомоне (с учётом сельского населения окрестностей города) — 16 249 чел. (в 2008-м — 15 549 чел.). Одним из важных факторов роста населения стало открытие цинкового рудника Тумертийн Овоо, на котором нашли работу несколько сотен горожан, а также связанный с этим событием приток средств, позволивший расширить оборот торговли, услуг, строительства.
Подавляющее большинство населения города — около 60 % жителей — представители родственной халха-монголам этнографической группы дариганга (территория расселения дариганга занимает практически всю южную половину аймака достигая города Баруун-Урт), ок. 40 % населения составляют халха-монголы, кроме которых имеется небольшое число узумчинов. Следует отметить, что миграция в город сельского населения из южных районов аймака привела к увеличению доли дариганга в населении города с примерно 40 % в 1979 г. до 60 % в 2000 году. Выборочный опрос глав семей Баруун-Урта, произведённый в 2007 году в ходе реализации швейцарского проекта 42,8 % глав семей указали, что относятся к халха-монголам, 55,4 % — к дариганга, 1,3 % — к баятам, 0,6 % — к элжгин. После сооружения цинкового рудника Тумертийн Овоо в городе присутствует некоторое количество иностранцев (китайцев).
| 1961 оценка | 1963 перепись | 1969 перепись | 1979 перепись | 1989 перепись | 1990 оценка | 1994 оценка | 2000 перепись | 2005 оценка | 2008 оценка | 2009 оценка | 2010 оценка |
| ----------- | ------------- | ------------- | ------------- | ------------- | ----------- | ----------- | ------------- | ----------- | ----------- | ----------- | ----------- |
| 3500        | 5700          | 8000          | 11 600        | 16 100        | 17 200      | 17 289      | 15 133        | 11 500      | 12 944      | 13 859      | 14 297      |

Согласно опросу 2007 года 32,1 % домохозяйств города располагались в юртах, расположенных внутри огороженных дворов (монг. хашаа), 28,3 % — в небольших деревянных домах внутри дворов, 9,4 % — в небольших саманных домах внутри дворов, 1,3 % — в небольших кирпичных домах внутри дворов, 1,3 % — в юртах на открытом неогороженном месте. Только 25,2 % домохозяйств располагалось в городских квартирах, ещё 2,5 % — в общежитиях. Следует отметить, что 66,1 % дворов-хашаа населяло более одного домохозяйства.

## Административное деление
Сомон Баруун-Урт разделён на баги, которые вместо имён носят номера (это обычная практика для монгольских городов). Всего в сомоне Баруун-Урт 9 багов, при этом баги № 1 — 7 составляют собственно город, баги № 8 и 9 формируют сельскохозяйственную территорию, окружающую город. При этом плотность населения на этой сельской территории составляет менее 5 чел./км².
| баг                    | население (человек) | численность скота (голов) | zip-код |
| ---------------------- | ------------------- | ------------------------- | ------- |
| 1                      | 2 269               | 5 580                     | 22087   |
| 2                      | 1 591               | 5 386                     | 22085   |
| 3                      | 1 716               | 12 274                    | 22083   |
| 4                      | 2 392               | 10 456                    | 22081   |
| 5                      | 2 622               | 12 497                    | 22079   |
| 6                      | 1 636               | 8 614                     | 22077   |
| 7                      | 1 579               | 4 548                     | 22075   |
| 8*                     | 1 301               | 58 230                    | 22073   |
| 9*                     | 1 143               | 44 790                    | 22071   |
| Всего сомон Баруун-Урт | 16 249              | 162 375                   | 22070   |

* — сельскохозяйственные пригородные территории, находящиеся в подчинении г. Баруун-Урт.

## Экономика
В окрестностях города разрабатываются месторождения цинка и каменного угля.
В 13 километрах к северу от Баруун-Урта расположена цинковая шахта Тумертийн Овоо. Запасы руды с содержанием цинка 13,67 % составляют около 70 млн тонн. Добыча началась 28 августа 2005 года. Ежегодно добывается порядка 300 тыс. тонн руды, из которых на обогатительном предприятии производится 80 тыс. тонн цинкового концентрата, который автотранспортом вывозится в Сайншанд, а оттуда по Трансмонгольской железной дороге в Китай. Рудник и обогатительное предприятие являются совместным предприятием Tsairt Mineral Co. Ltd., которым владеет (51 %) китайская компания NFC (China Non-ferrous Metal Industry’s Foreign Engineering and Construction Co., Ltd.) и монгольская Metalimpex Company (49 %), зарегистрированная в Баруун-Урте. На руднике и обогатительном предприятии нашли работу ок.450 монгольских граждан, работают также и иностранные специалисты.
В 34 км к северо-западу от города в карьере Талбулаг ведётся добыча угля, что удовлетворяет потребности города в твёрдом топливе. В месторождении присутствуют нижнемеловые бурые угли. Общие запасы углей всех классов данного месторождения составляют ок. 50 млн тонн. В начале 2009 г. введены в строй новые мощности по добыче 50-60 тыс. тонн в год при общих запасах в размере 8-10 млн тонн.
В городе также расположен офис китайско-монгольской компании, которая владеет рудником и горно-обогатительной фабрикой по производству молибденового концентрата в сомоне Эрдэнэцаган (примерно 200 км на восток от города).
В самом городе находятся предприятия пищевой и кожевенно-обувной промышленности.
Согласно исследованию, проведённому ООН, в 2000 г. 38,3 % населения Баруун-Урта жили в бедности.

## Банки
В городе имеются отделения следующих общенациональных банков:
- Сберегательный банк (Хадгаламж Банк), который до весны 2009 г. носил название Почтовый банк (Шуудан Банк). Коммерческий банк, принадлежащий государству. Банк имеет также офисы в 7 из 12 сельских сомонов аймака[38].
- Хан-Банк (Хаан Банк), коммерческий банк, главным совладельцем (53 %) является японский инвестор. Банк имеет 3 офиса в городе, офисы во всех 12 сомонах аймака, а также на погранпункте Бичиг[39].

## Связь
На территории города и в ближайших окрестностях существует покрытие следующими операторами мобильной связи:
- Unitel (Юнител) — GSM
- Skytel (Скайтел) — CDMA
- G-Mobile (Ж-Мобайл) — CDMA
- Mobicom (Мобиком) — GSM
- F-Zone (Ф-зон) — CDMA

## Культура и СМИ
В городе имеется Музыкально-драматический театр «Жаахан шарга», Музей Сухэ-Баторского аймака, Государственная библиотека.
Музей Сухэ-Баторского аймака открыт в 1972 г. на базе существовавшего с 1949 г. краеведческого кабинета. Здание построено специально для музея в 1971 г. В его фондах свыше 5 тыс. единиц хранения, имеются коллекции археологическая, этнографическая, историческая, художественная и др. В музее можно осмотреть национальные костюмы всех трёх этнических групп, населяющих аймак — халха, дариганга и узумчинов. Есть коллекция экспонатов возобновлённых в Дариганге промыслов по изготовлению ремесленных изделий из серебра, художественной ковке железа. Имеется коллекция чучел животных, населяющих аймак, в том числе монгольских газелей-дзеренов. Есть экспозиция посвящённая каменным столбам-изваяниям балбал, как мужским, так и женским, приписываемым древним тюркам.
Издаются две газеты: «Шинэ Сүхбаатар» («Новый Сухэ-Батор», имеется в виду название аймака) и «Сайхан мэдээ» («Добрая весть»).
Помимо общенациональных телеканалов вещают две местные телестудии: «BBS» и «Талын долгион» («Степная волна»).
В эфире действуют две FM-радиостанции: 107,5 МГц «Ертөнцийн аялгуу» («Всемирная мелодия») и 103,1 МГц «Kiss you».

## Религия
Подавляющее большинство населения города, как и всего аймака, традиционно принадлежат к буддизму.
В процессе реализации финансируемой федеральным правительством Швейцарии (Швейцарское агентство по развитию и сотрудничеству SDC) программы Food Security and Livelihoods in the Small Urban Centers of Mongolia были произведены опросы семей Баруун-Урта, согласно данному исследованию 67,9% глав семей заявили о том, что являются буддистами, 28,9% заявили, что являются неверующими, 1,26% - христиане. В данном исследовании не отмечено мусульман, но 1,89% указали иную религию кроме перечисленных.
Баруун-Урт был построен в социалистическое время, поэтому никаких культовых сооружений в нём изначально не было. В постсоциалистический период был возведён буддийский монастырь Эрдэнэмандал Хийд. В монастыре один храм, территория окружена декоративной стеной (100 на 70 м). И храм и стена выполнены в традиционном архитектурном стиле. Своё название новый монастырь унаследовал от прежнего (сооружённого в 1830 г.), который находился46°37′40″ с. ш. 113°07′10″ в. д. в 15 км от того места, где впоследствии был основан город. В период своего расцвета в старом монастыре насчитывалось семь храмов и обитало до 1000 монахов. Монастырь был уничтожен в 1938 г. (как и практически все культовые сооружения Монголии) в ходе репрессий против религии.
Новый монастырь находится в центральной части города, примерно в 400 м к западу от главной площади вдоль улицы, ведущей к мосту через ручей и далее на выезд в направлении Улан-Батора. Недалеко от монастыря находятся главный рынок и автостанция.

## Образование
В городе имеется Научно-технологическое училище (колледж), филиал Монгольского университета науки и технологии. В колледже 260 студентов, общежитие на 104 места.
Школьный комплекс (объединяет расположенные в самостоятельных зданиях начальные классы, средние классы и старшие классы) носит название «Тэмүүлэл» («Устремление»)
Кроме того имеется городская полная средняя школа (здесь ученики всех возрастов учатся под одной крышей) носит имя Д.Сухэ-Батора.

## Здравоохранение
В городе имеется несколько больниц и поликлиник.
- «Оточ-Болор» — государственная, неотложной помощи, баг № 1
- «Эхэн-Ус» — государственная, неотложной помощи, баг № 3
- «Мижарс» — государственная, нервных болезней, баг № 7
- «Хаш-Эрдэнэ» — стоматологическая, баг № 1
- «Будар» — кабинет протезирования зубов
- «Оюумаа үүдэн» — амбулаторного обслуживания, баг № 4
- «Baby» — неотложной помощи
- «Рашааны навч» («Целебные травы») — традиционной медицины, баг № 4.